# Туряниця Степан Михайлович
Степан Михайлович Туряниця (8 грудня 1935, Кальник — 23 серпня 2014, Ужгород) — український радянський діяч та дипломат 1 рангу. Кандидат історичних наук. Представник МЗС України в Ужгороді (1993—2000).

## Життєпис
Народився 8 грудня 1935 року в селі Кальник, Мукачівського району, Закарпатської області. Закінчив філологічний факультет Ужгородського університету. Захистив кандидатську дисертацію.
Пройшов всі сходинки від інструктора Ужгородського міськкому комсомолу до секретаря обкому Компартії.
У 1958—1964 рр. — очолював Ужгородський міськком комсомолу.
У 1973 році був призначений на посаду голови Свалявського райвиконкому, навчався у вищій партійній школі в Москві.
У 1975—1983 роках — 1-й секретар Свалявського районного комітету КПУ.
У 1986 — 12 травня 1990 року — секретар Закарпатського обласного комітету КПУ.
Мав 20-річний стаж депутата Ужгородської міської, Свалявської районної та обласної рад, в яких керував роботою різних постійних комісій.
У 1993—2000 рр. — очолював Представництво МЗС України в Ужгороді, мав дипломатичний ранг радника І класу.
Вийшовши на пенсію, продовжував працювати в Закарпатському державному університеті на факультеті міжнародних відносин

## Нагороди та відзнаки
- Орден Трудового Червоного Прапора,
- Орден «Знак Пошани»,